# ¿Qué haremos con papá?
¿Qué haremos con papá? es una película mexicana de comedia realizada en 1966. 

## Reparto
- Arturo de Córdova
- César Costa
- Alicia Bonet
- Pancho Córdova
- Miguel Ángel Ferriz
- Fernando Luján
- Marga López
- Maria Elena Marques

## Locaciones
Este filme fue realizado principalmente en la ciudad de Orizaba, Veracruz aunque también hay escenas tomadas en la Ciudad de México.